# 中華民國—盧森堡關係
中華民國與盧森堡大公國於1949—1972年有官方外交關係，斷交後，對盧森堡的相關事務由駐歐盟兼駐比利時代表處管轄。

## 政治

### 外交

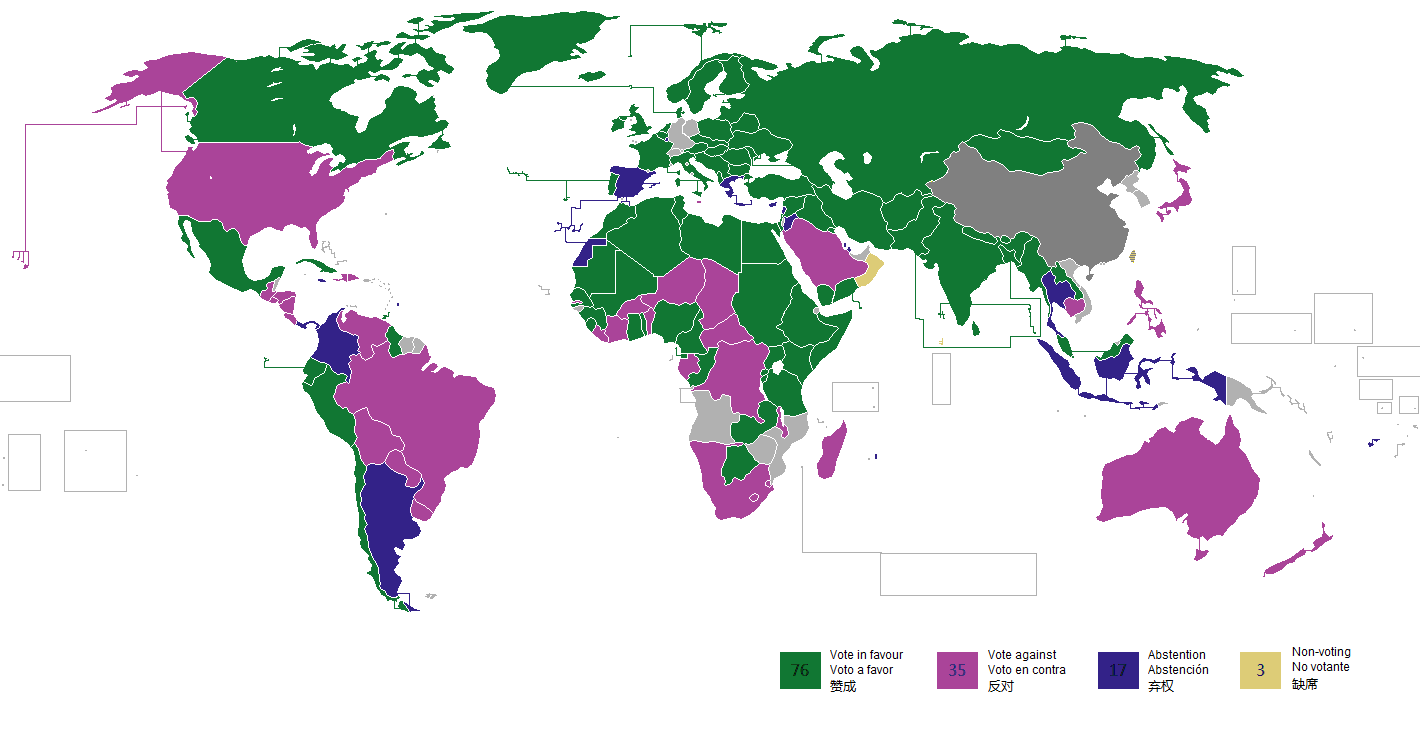
藍色國家表示在1971年的投票中對於中華民國續留聯合國一案棄權，即《聯合國大會2758號決議》，其中包括盧森堡。

1949年1月1日，盧森堡與中華民國建立公使級外交關係，於首都盧森堡市設立中華民國駐盧森堡大公國公使館並派駐公使（由駐比利時王國大使兼任）。
1949年，中華民國政府遷台後，兩國繼續維持邦交。
1964年12月16日，升格為大使級外交關係，公使館升格為大使館，並派駐大使（由駐比利時王國大使兼任）。
1971年9月，參謀總長賴名湯訪問盧森堡。
1972年11月14日，與中華民國斷交。
盧森堡在與中華民國建交期間，未設立使館、派駐使節。
2020年4月1日，對於2019冠状病毒病疫情在全球擴散，中華民國總統蔡英文宣布捐贈1,000萬片口罩給疫情嚴重的國家。外交部指出，其中700萬片給盧森堡在內的9個欧洲联盟成员国以及瑞士與英國、300萬片給美國、100萬片給中華民國的邦交國。
2022年5月17日，盧森堡國會外交委員會主席庫旭登提出「強化與台灣經濟、科學和文化關係」動議案，獲國會全院表決通過，亦是首度通過對於盧台關係的動議。除表達肯定台灣推動民主、人權與法治的成果，並有效遏制疫情與捐贈全球口罩的善舉，另籲請政府支持台灣以观察员身份參與世界卫生组织（WHO），持續強化與台灣在經濟、科學和文化方面的關係，以及致力維持臺海現狀與印太地區的和平穩定。18日，國會副議長以及歐洲34國、共計1,504位國會議員，聯名致函WHO幹事長谭德塞，支持台灣出席世界卫生大会（WHA）與WHO的會議、機制與活動。在WHA召開會議期間，盧森堡代表表示，公共卫生為重要議題，應確保包容性。「WHO應該受益於所有利益相關者的知識，特別是透過讓台灣以觀察員身份參與WHO技術會議。」
2024年4月26日，盧森堡國會經全會審議及表決，在60位議員中有58票同意支持台灣以觀察員身分在技術層面參與世界衛生組織（WHO）及世界衛生大會（WHA）的動議案，並籲請政府支持台灣參與WHO、WHA及功能性國際組織。
2025年5月，盧森堡衛生暨社會安全部長德培瑞茲在WHA表示，必須納入所有可用的技術專業，因此持續支持台灣以觀察員身分參與WHO的技術性會議。

#### 中華民國駐盧森堡大公國公使（1949－1965年）
| 姓名   | 任命          | 到任          | 遞交国书      | 免職                  | 離任                    | 外交衔级 | 外交職務                            |
| ------ | ------------- | ------------- | ------------- | --------------------- | ----------------------- | -------- | ----------------------------------- |
| 金问泗 | 1949年1月5日  | 1949年3月27日 | 1949年3月29日 |                       | 1954年1月               | 公使     | 特命全權公使 驻比利时大使兼任，下同 |
| 汪孝熙 | 1954年1月14日 |               |               | 1959年12月5日         |                         | 公使     | 臨時代办                            |
| 汪孝熙 | 1959年12月5日 | 1960年1月7日  | 1960年1月8日  |                       | 1962年12月12日 任內病逝 | 公使     | 特命全權公使                        |
| 陈雄飞 | 1963年3月9日  | 1963年4月25日 | 1963年6月11日 | 1965年1月9日 升任大使 |                         | 公使     | 特命全權公使                        |

#### 中華民國駐盧森堡大公國大使（1965－1972年）
| 姓名   | 任命          | 到任          | 遞交国书      | 免職          | 離任           | 外交衔级 | 外交職務                            |
| ------ | ------------- | ------------- | ------------- | ------------- | -------------- | -------- | ----------------------------------- |
| 陈雄飞 | 1965年1月9日  | 1965年1月18日 | 1965年1月20日 | 1971年6月30日 |                | 大使     | 特命全權大使 驻比利时大使兼任，下同 |
| 王蓬   | 1971年6月30日 | 1971年7月11日 | 1971年7月13日 |               | 1972年10月14日 | 大使     | 特命全權大使                        |

#### 人員互訪（1996年至今）
僅列舉部分名單：
中華民國：司法院長翁岳生、立法院副院長饒穎奇、外交部長章孝嚴、法務部長羅瑩雪、環境保護署長陳重信、僑務委員會委員長吳英毅、國立故宮博物院長林曼麗、臺中市長胡志強。
盧森堡：國會議長史抱慈、國會副議長波爾芙、國務部長桑特、經濟部長郭伯斯、財政部間接稅署長布雷瑟（Paul Bleser）、盧森堡副市長瑪特（Colette Mart）。

### 代表機構
1975年6月10日，於首都盧森堡市設立具大使館功能的駐盧森堡孫中山中心（Centre Dr. Sun Yat-sen）。1992年7月13日，更名為駐盧森堡臺北經濟文化辦事處。已於2002年10月25日關閉。目前對盧森堡事務由設在比利時首都布魯塞爾的駐歐盟兼駐比利時代表處管轄。
2009年10月8日，於首都台北設立類似功能的盧森堡台北辦事處。是目前唯一在台灣設立代表機構，但中華民國沒有在對方設立代表機構的國家。

## 經濟

### 背景
雖然中華民國與盧森堡的貨品貿易額不高，但盧森堡的金融服務業發達，使得雙邊產業交流就以金融服務為主。

### 貿易
| 年分 | 貿易總額   | 貿易總額 | 貿易總額 | 出口至盧森堡 | 出口至盧森堡 | 出口至盧森堡 | 自盧森堡進口 | 自盧森堡進口 | 自盧森堡進口 | 順逆差  |
| 年分 | 金額       | 年增減   | 排名     | 金額         | 年增減       | 排名         | 金額         | 年增減       | 排名         | 順逆差  |
| ---- | ---------- | -------- | -------- | ------------ | ------------ | ------------ | ------------ | ------------ | ------------ | ------- |
| 2017 | 45,539,643 | ▲23.2%   | 106      | 23,132,660   | ▲29.9%       | 104          | 22,406,983   | ▲16.9%       | 97           | 順差 -- |
| 2018 | 36,869,868 | ▼19.0%   | 109      | 15,206,244   | ▼34.3%       | 114          | 21,663,624   | ▼3.3%        | 99           | 逆差 -- |
| 2019 | 46,108,308 | ▲25.1%   | 104      | 19,575,773   | ▲28.7%       | 110          | 26,532,535   | ▲22.5%       | 92           | 逆差▲   |
| 2020 | 50,068,318 | ▲8.6%    | 102      | 18,526,553   | ▼5.4%        | 110          | 31,541,765   | ▲18.9%       | 93           | 逆差▲   |
| 2021 | 75,017,385 | ▲49.8%   | 101      | 28,175,690   | ▲52.1%       | 97           | 46,841,695   | ▲48.5%       | 91           | 逆差▲   |
| 2022 | 63,833,008 | ▼14.9%   | 102      | 22,996,095   | ▼18.4%       | 106          | 40,836,913   | ▼12.8%       | 93           | 逆差▼   |
| 2023 | 62,446,751 | ▼2.2%    | 100      | 25,326,793   | ▲10.1%       | 100          | 37,119,958   | ▼9.1%        | 93           | 逆差▼   |
| 2024 | 93,447,813 | ▲49.6%   | 85       | 43,021,925   | ▲69.9%       | 87           | 50,425,888   | ▲35.8%       | 82           | 逆差▼   |

2023年的兩國貿易項目如下：
出口至盧森堡的前10大項目為：製造半导体、集成电路與平面顯示器用之機器與器具、零件與附件；手用扳手與扳鉗、有無把手之可互換扳手套筒；車輛之零件與附件；銅箔；特定用途機器之零件與附件；非動力之兩輪與其他自行車；自動資料處理機、磁性或光學閱讀機；手工具、噴燈、老虎钳、夹子、砧、手提鍛爐、磨輪；空氣泵或真空泵、空氣或其他氣體压缩机與风扇；內科、外科、牙科或兽医用儀器與用具等。
自盧森堡進口的前10大項目為：銅箔；鋼板樁，鋼鐵角、形與型；物品用栓塞、旋塞、阀與類似用具；不織布；鐵道與電車道建軌鋼鐵材料、連接或固定鐵軌之專用材料；瓷金製未裝配工具用之板、桿、刀尖與類似品；爐用燃燒器、機械加煤機與類似用具；塑料製地面覆蓋物、塑膠製牆或天花板覆蓋物；聚縮醛、环氧树脂、醇酸樹脂、聚碳酸酯、聚丙烯酯與其他聚酯、聚醚；液體或粉末之發射、散播或噴霧用機具、滅火器、噴槍、噴水蒸汽機或噴砂機與類似噴射機器等。

### 投資
根據中華民國經濟部投資審議司統計，截至2023年，臺商在盧森堡總投資金額約6億3,977萬美元，計有12件，2023年投資金額132萬美元，計有1件。主要投資業別：批發與零售、化學材料製造、不動產管理、运输與倉儲等。
中華航空與盧森堡國際貨運航空均有貨機飛航臺北↔盧森堡，中華航空於1989年在盧森堡成立貨運中心，處理歐洲地區貨運業務，亦是重要的歐亞貨運航線；光陽機車在盧森堡設立子公司，負責法国、比利时與盧森堡市場；台橡公司則在盧森堡設立歐洲營運總部。華碩、國巨、中國鋼鐵、台達電子、華新麗華、綠能科技、瑞昱半導體、宏達國際電子、國泰金融控股、富邦金融控股等臺灣公司在盧森堡交易所發行全球存託憑證（GDRs）。目前已成立「盧森堡臺灣商會」。
根據中華民國經濟部投資審議司統計，截至2023年，盧森堡在臺灣總投資金額約34億2,784萬美元，計有114件，2023年投資金額9,055萬美元，計有1件。主要投資業別：化學材料製造、電子零組件製造、金融與保險等。盧森堡基金產業協會（ALFI）多次在亞洲的行程中（ALFI Roadshow Asia）前往臺灣舉辦推廣活動。

### 會議
2007年，中華民國國際經濟合作協會（國經協會）與盧森堡商會（Chamber of Commerce Luxembourg），於盧森堡舉辦「第1屆台盧經濟合作會議」，此後每屆會議於兩國首都輪流舉辦。有鑑於2019冠状病毒病疫情影響，2020年未舉辦，2021年第13屆會議以視訊方式舉辦。至2023年已舉辦第14屆，並恢復實體會議。

## 交流

### 文化
2015年3月，雲門舞集於盧森堡大劇院演出作品《屋漏痕》。

### 學術
與盧森堡國家科學基金會（FNR-Lux）、科技研究院（LIST）、Belvar科學園區（大學及政府設立的數個卓越中心）協商臺盧科研合作計畫。

### 人物
2009年盧森堡台北辦事處設立後，由前比利時台北辦事處長閔子雍（Hugues Mignot）擔任首任駐台處長。閔子雍於2006年成為台灣女婿，至2016年卸任後選擇長住台灣，2019年12月归化中華民國國籍。2022年4月28日在台北逝世，享壽80歲。

## 協定
| 日期           | 簽署                                                                   | 備註     |
| -------------- | ---------------------------------------------------------------------- | -------- |
| 1963年7月19日  | 《中華民國與盧森堡大公國於空運臨時協定之換文》                         |          |
| 1978年5月      | 《中華航空與盧森堡國際貨運航空航空協定》                               | [ 12 ]   |
| 1984年12月13日 | 《交通部民用航空局與盧森堡民航局航權協定換文》                         | [ 註 2 ] |
| 2010年8月23日  | 《金融監督管理委員會與盧森堡金融業監管委員會監理合作備忘錄》           |          |
| 2011年12月19日 | 《中華民國財政部與盧森堡大公國財政部避免所得稅雙重課稅及防杜逃稅協定》 | [ 註 3 ] |
| 2014年9月11日  | 《中華民國證券櫃檯買賣中心與盧森堡證券交易所合作備忘錄》               | [ 註 4 ] |

## 簽證

持中華民國護照的中華民國國民簽證要求分布圖：入境盧森堡可以「申根區免簽證」。

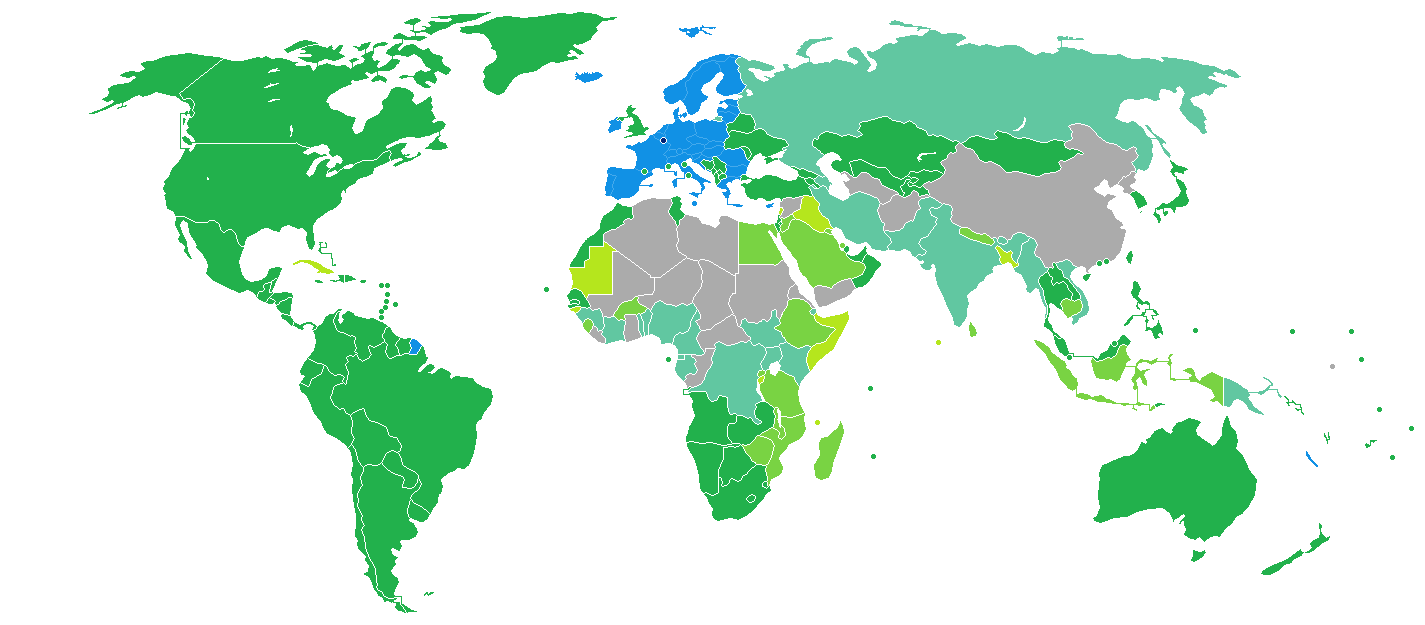
持歐盟的盧森堡護照之盧森堡國民簽證要求分布圖：入境中華民國可以免簽證。

歐洲申根區給予持有載明身分證字號的中華民國護照之中華民國國民可以申根區免簽證入境，停留日數與申根區合併計算，每6個月期間內總計可停留90天。經盧森堡轉機至申根區亦可免簽證。
盧森堡國民持有歐盟護照者也可以免簽證的方式入境中華民國，停留最多90天。
此外，兩國每年皆提供特定名額的18－35歲青年為期1年的度假打工簽證（皆必須未曾取得此種簽證）。

## 交通

### 航空
1978年5月，中華航空與盧森堡國際貨運航空簽署航空協定，盧森堡貨運自同年7月15日飛航臺北，華航自1982年5月11日飛航盧森堡，華航日後即在盧森堡設立歐洲貨運中心。1984年12月13日，兩國民航局簽署航權換文，除原有貨運外，另增加客運，但因市場需求不大未開闢客運航班。
以下資料截至2023年7月10日

#### 客運
兩國無直航班機，可經由（不計航點遠近）：
- 臺北→杜拜（季節性飛盧森堡）、伊斯坦堡、倫敦、巴黎、羅馬、米蘭、慕尼黑、法蘭克福、阿姆斯特丹、維也納、布拉格（2023年7月18日開航臺北），再轉機前往卢森堡国际机场。

#### 貨運
| 中華民國 | 盧森堡                                     |
| -------- | ------------------------------------------ |
| 臺北     | 盧森堡（中華航空貨運、盧森堡國際貨運航空） |

### 駕車
持有中華民國汽車駕駛執照與國際駕駛執照併用，可在盧森堡駕車。

## 外部連結
| - 中華民國外交部－盧森堡大公國簡介 （页面存档备份，存于） - 駐歐盟兼駐比利時代表處 - 外交部領事事務局－國外旅遊警示分級表 - 中華民國衛生福利部－國際旅遊疫情建議等級 - 中華民國國際經濟合作協會 （页面存档备份，存于） | - 盧森堡台北辦事處（Facebook、LinkedIn） |